# Мешков, Александр Григорьевич
Алекса́ндр Григо́рьевич Мешко́в (12 июля 1927 — 9 февраля 1994) — советский государственный деятель. Герой Социалистического Труда (1982). Лауреат Ленинской (1965) и Сталинской (1953) премий. Первый заместитель министра среднего машиностроения СССР (1982—1986). Кандидат в члены ЦК КПСС (1986—1990).

## Биография
Родился 12 июля 1927 года в селе Средний Карачан Новохопёрского уезда Воронежской губернии (ныне Грибановского района Воронежской области). После окончания в 1948 году Московского института химического машиностроения работал сменным инженером на первом промышленном уран-графитовом реакторе в городе Челябинск-40.
До 1954 года работал заместителем главного инженера ПО Маяк. С 1955 года работал в городе Томск-7, на Сибирском химическом комбинате. Затем был переведён в город Красноярск-26 главным инженером на Горно-химический комбинат.
С 1965 по 1969 год директор Горно-химического комбината, в 1966 году комбинат был награждён орденом Ленина.
С 1970 года начальник 16-го Главного управления Министерства среднего машиностроения СССР. С 1979 года назначен заместителем, а с 1982 года первым заместителем министра среднего машиностроения СССР — Е. П. Славского.
В 1982 году А. Г. Мешкову за заслуги перед атомной отраслью присвоено звание Героя Социалистического Труда с вручением ордена Ленина и золотой медали «Серп и Молот».
На XXVII съезде КПСС (март 1986) избран кандидатом в члены ЦК КПСС.
Участвовал в устранении последствий аварии на Чернобыльской АЭС.
С 1986 по 1990 год директор машиностроительного завода в городе Электросталь. С 1990 года заместитель министра атомной энергетики и промышленности СССР. 
С 1991 года на пенсии, жил в Москве, где и умер в 1994 году. Похоронен на Троекуровском кладбище.

## Награды
- Герой Социалистического Труда  (1982)
- Три Ордена Ленина;
- Орден Октябрьской Революции;
- Орден Трудового Красного Знамени;
- Орден Знак Почёта;
- Сталинская премия (1953);
- Ленинская премия (1965);

## Фильмография
- 1978 — Комиссия по расследованию — главный консультант